# Belforte all'Isauro
Belforte all'Isauro est une commune de la province de Pesaro et Urbino, dans les Marches, en Italie. Elle fait partie du territoire historique du Montefeltro.

## Administration
| Période                                  | Période  | Identité         | Étiquette | Qualité |
| ---------------------------------------- | -------- | ---------------- | --------- | ------- |
| 14 juin 2004                             | En cours | Sauro Brisigotti |           |         |
| Les données manquantes sont à compléter. |          |                  |           |         |

### Communes limitrophes
Carpegna, Piandimeleto, Sant'Angelo in Vado, Sestino.